# Simon-Auguste de Lippe
Simon Auguste de Lippe (12 juin 1727, Detmold – 1er mai 1782 Detmold), est prince de Lippe-Detmold de 1734 jusqu'en 1782.
Il est le fils de Simon-Henri-Adolphe de Lippe et Jeanne Wilhelmine de Nassau-Idstein. Simon-Auguste règne jusqu'en 1747 sous la tutelle de sa mère. Sous l'influence du siècle des Lumières, il publie un exercice et de la législation sociale et, en 1749, il présente, en collaboration avec Adolf von Hillensberg, un budget de Lippe, afin de ne pas dépenser de l'argent sans qu'aucun chiffre ne soit disponible. Il acquiert la mine de sel à Bad Salzuflen et construit un spa en Bad Meinberg. En 1775, il crée un fonds de secours pour les pauvres. Un recensement en 1776, révèle que son pays a 49416 habitants.

## Mariages et descendance
A Kirchheimbolanden le 24 août 1750, Simon-Auguste épouse Polyxène-Louise (Kirchheimbolanden, 27 janvier 1733 - Detmold, 27 septembre 1764), fille de Charles Auguste de Nassau-Weilbourg. Ils ont une fille: 
- Wilhelmine Caroline (Kirchheimbolanden, 6 juillet 1751 - Kirchheimbolanden, 4 avril 1753).

À Dessau, le 28 septembre 1765 Simon-Auguste se remarie à Marie-Léopoldine d'Anhalt-Dessau (Dessau, 18 novembre 1746 - Detmold, 15 avril 1769). Ils ont un fils: 
- Léopold Ier de Lippe (Detmold, 2 décembre 1767 - Detmold, 4 avril 1802), prince de Lippe.

À Dessau, le 9 novembre 1769 Simon-Auguste se remarie une troisième fois avec Casimire d'Anhalt-Dessau (Dessau, 19 janvier 1749 - Detmold, 8 novembre 1778), la sœur de sa précédente épouse. Ils ont un fils: 
- Casimir Auguste (Detmold, 9 octobre 1777 - Falkenberg bei Berlin, le 27 mai 1809).

Au château de Braunfels le 26 mars 1780, Simon-Auguste se remarie une quatrième fois avec Christine de Solms-Braunfels (Braunfels, 30 août 1744 - Detmold, 16 décembre 1823). Ils n'ont pas d'enfants
Après sa mort en 1782, son fils Léopold Ier prend le pouvoir.